# Roset (Vilada)
Roset és una masia situada a l'entorn de Roset, al terme municipal de Vilada, al Berguedà que està inventariada com a patrimoni immoble al mapa de patrimoni cultural de la Generalitat de Catalunya amb el número d'element IPAC-3728. Originàriament tenia un ús agropecuari però ara està en desús. Està en un estat de conservació mitjà.

## Situació geogràfica
Roset està situat a la pista del Castell de Roset a Vilada, abans d'arribar al nucli urbà.

## Descripció i característiques
Roset és una masia d'estructura clàssica, coberta a dues vessants i amb el carener paral·lel a la façana de migdia; la casa està tancada per un clos format per pallisses i corrals. Els seus murs són de pedra força regular, col·locada en filades i de maçoneria, fruit de les reformes del segle xvii. Les poques obertures que hi té es distribueixen al llarg de la façana de migdia i tenen les llindes de fusta.

## Història
Les primeres notícies de la casa es remunten al segle xv i l'any 1553 podem trobar al fogatge la següent informació: "Joan Esteve sta al Mas Roset". Aquesta casa fou abandonada a principis del segle xx i a l'actualitat està deshabitada.